# هريمات
الهريمات (الاسم العلمي:Pyramidellidae) هي فصيلة من الرخويات تتبع فوق فصيلة الهريمينات من طائفة بطنيات القدم. وهي فصيلة تصنيفية ضخمة تتكون في الغالب من القواقع البحرية الطفيلية الخارجية الصغيرة والدقيقة، والرخويات بطنية الأقدام البحرية غير المتجانسة. الغالبية العظمى من أنواع الهريمات هي من الرخويات الدقيقة. تتوزع فصيلة الهريمات في جميع أنحاء العالم مع أكثر من 6000 نوع محدد في أكثر من 350 جنسًا فرعيًا وجنسًا اسميًا.

## التصنيف
- الهريماوات
  - الهريماوية
    - الهريمة